# Reprezentacja Kolumbii U-20 w piłce nożnej mężczyzn
Reprezentacja Kolumbii U–20 w piłce nożnej – młodzieżowa reprezentacja Kolumbii sterowana przez Kolumbijski Związek Piłki Nożnej. Jej największym sukcesem jest trzecie miejsce na świecie w 2003 roku.

## Występy w MŚ U–20
- 1977: Nie zakwalifikowała się
- 1979: Nie zakwalifikowała się
- 1981: Nie zakwalifikowała się
- 1983: Nie zakwalifikowała się
- 1985: Ćwierćfinał
- 1987: Runda grupowa
- 1989: Ćwierćfinał
- 1991: Nie zakwalifikowała się
- 1993: Runda grupowa
- 1995: Nie zakwalifikowała się
- 1997: Nie zakwalifikowała się
- 1999: Nie zakwalifikowała się
- 2001: Nie zakwalifikowała się
- 2003: Trzecie miejsce
- 2005: 1/16 finału
- 2007: Nie zakwalifikowała się
- 2009: Nie zakwalifikowała się
- 2011: Ćwierćfinał
- 2013: 1/8 finału
- 2015: 1/8 finału
- 2017: Nie zakwalifikowała się
- 2019: Ćwierćfinał